# クロス・ラミネーティッド・ティンバー

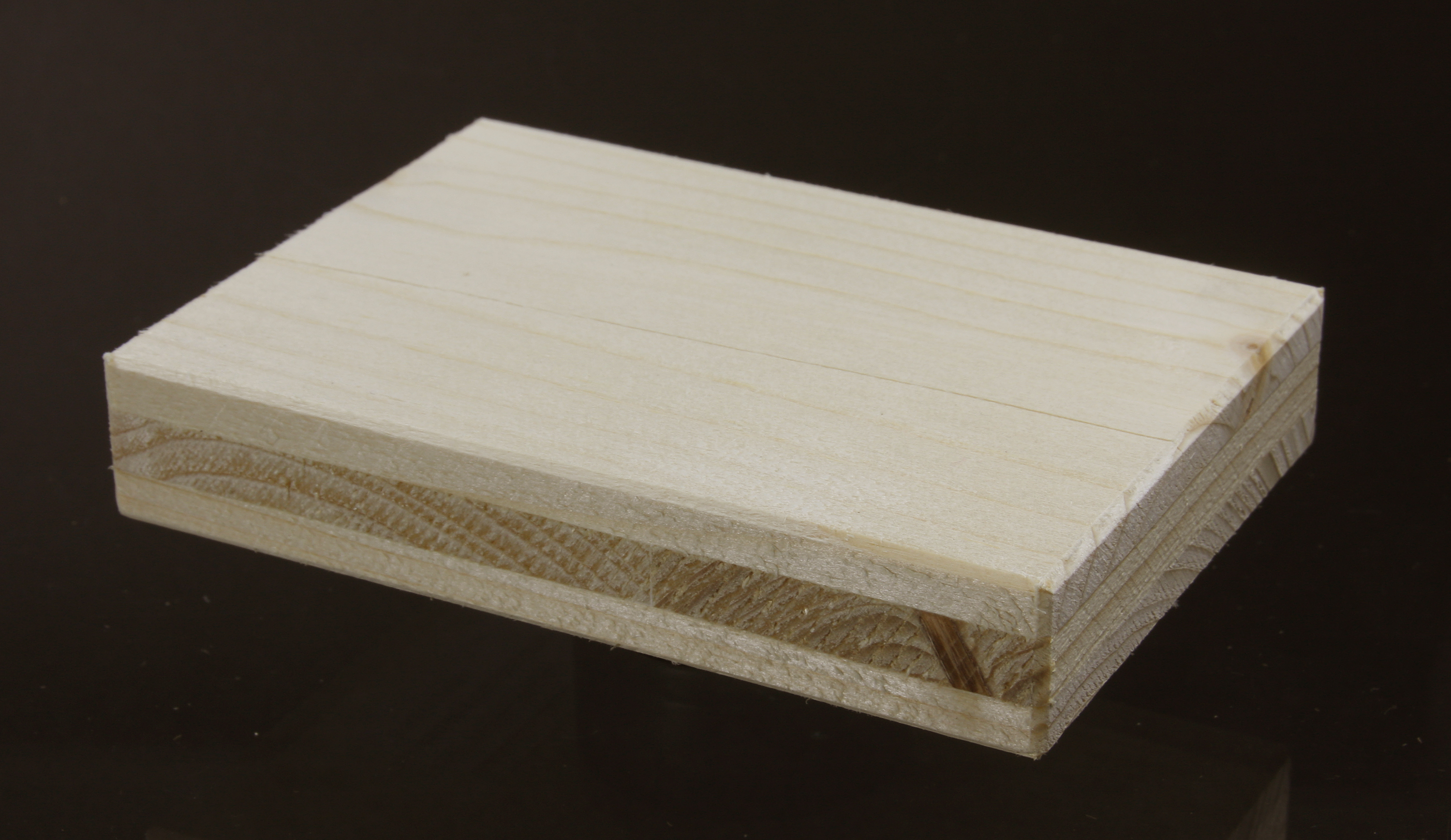
トウヒ材から作られた3層CLT板

クロス・ラミネーティッド・ティンバー（英語: Cross laminated timber、略称：CLT、または直交集成板）とは、挽き板又は小角材の繊維方向を互いにほぼ平行にして幅方向に並べ又は接着したものを、主としてその繊維方向を互いにほぼ直角にして積層接着し、3層以上の構造を持たせた一般材の事である。

## 概要
CLTは、 繊維方向に揃えた板（ラミナ）をクロスさせて重ね、接着剤で圧着した木質材料である。板を交互に合わせることで互いの層を抑え合うことから収縮が少なく、強度も高くなり、コンクリートに匹敵する。組み合わせにより、壁、床など幅広く使用できる。コンクリートのような現場での型枠作業などの工程が不要であり、くり抜きや裁断も自在であるため、応用度が高い。接合には金具が使われるが、シンプルであるため設計と施工両面での省力化が可能である。日本初のCLT構造の3階建てアパートは、鉄筋コンクリートなら通常1か月弱はかかるところ、ほぼ丸1日で構造体が完成した。
従来の木造建物では、柱や梁など線材により構造を支えていたが、CLTでは、壁や床などにこれを利用して「面」で構造を支える。また木材の繊維方向を交互に貼り合わせる工法による素材であるため、木材特有のねじれ、割れなどを防止できるほか、建築材としての強度も増している。

## 優位点
- 柔軟性：CLTは、壁、屋根、天井と様々な用途に使用することができる。素材自体として、パネルの厚さは層を増やすことで簡単に増やすことができ、パネルの長さはパネルを接合することで増やすことができる。さらに、切断等の加工、接合も容易である。
- 工期短縮：工場で製造することができ、養生等も不要なため、現場のリードタイムを減少させ、潜在的に全体的な建設コストを下げることが可能となる[1]。
- 断熱性：同じ厚さで比較すると コンクリートより断熱性が高い。厚さ9 cmのCLTと厚さ120 cmのコンクリートが同等性能とされる[1]。
- 軽量：建物の重量が軽くなり、基礎工事の簡素化ができる。同程度の曲げ強度を有する厚さ同士の比較で、コンクリートの半分以下の重量である[1]。軟弱地盤や狭い土地への建築にも向いている。
- 持続可能性：CLTは木材から作られているため、再生可能で環境に優しい、持続可能な材料である。炭素隔離を促進することで、脱炭素社会の実現に貢献する[4][5]。

## 課題
- 高コスト：比較的新しい材料であるため生産量が少なく、高コストである。 2018年時点の日本国内では、総工事費でRC造よりも2.5割ほど高い調査結果が出ていた[6]。農研機構を中心として、需要拡大や製造・流通コスト抑制による、コスト削減が図られている[7]。
- 少実績：CLTは比較的新しい材料であるため、使用例は多くない。林業促進と地域活性化、脱炭素社会の実現に大きく貢献できるため、日本政府は公共建築物からCLT利用を促進している。林野庁支援により実証的建築を積み重ね、施工ノウハウの蓄積を行い、普及に向けて動いている。ヨーロッパでは生産量が着実に増加しており、集合住宅やホテル、オフィスと用途は多岐にわたる[8]。
- 音響性能：許容できる音響性能を得るためには、より多くのCLTパネルが使用されなければならない。CLTハンドブックによると、2枚のCLTパネルにミネラルを挟むことで壁の遮音に関する国際建築基準を満たす[9]。
- 可燃性：木材のため、本質的に可燃性である。準耐火部材試験を経て、2016年（平成28年）3月31日CLT部材等の燃えしろ設計の告示が公布・施行された。これにより、原則3階建て以下の共同住宅や学校等について、現し(防火被覆なし)で建設が可能になった[8]。

## 歴史
CLTは、1990年代初頭にドイツとオーストリアで最初に開発され、使用された。オーストリア人研究者Gerhard Schickhoferは、1994年にCLTに関する論文を発表した。オーストリアはSchickhoferの広範な研究に基づいて、2002年に最初の全国CLTガイドラインを制定した。これらの国内ガイドライン「Holzmassivbauweise（無垢材の構造）」は、多層建築に木質材料を使用することへの受け入れに道筋をつけたと評価されている。Gerhard Schickhoferは、CLT分野での画期的な貢献により、2019年に"森のノーベル賞"であるマルクス・ヴァレンベリ賞を受賞した。
2000年代に入ると、ヨーロッパではCLTが一戸建てや集合住宅など様々な建築物に使用されるようになった。無垢材の調達が難しくなるにつれ、CLTをはじめとする木質材料が市場に出回るようになった。
ヨーロッパでは法令などの見直しが進んでいる。かつては木造は2階建てまでしか認められなかった国が大半であったが、2020年にはヨーロッパのほぼ全土で、5階建て以上の木造建築が可能となる見通しである。ノルウェーのブルムンドダルにある2019年竣工の18階建て木造ビル「Mjøstårnet」は、CLTも用いられ、高さ85.4 mの世界で最も高い木造建築物となった。
日本では2014年（平成26年）3月に「高知おおとよ製材社員寮」（木造3階建て）が初のCLT構造で竣工した。2022年3月には11階建て高層純木造耐火建築「Port Plus」が横浜市に竣工。大林組が手掛けるこのビルは地上部の全構造部材に木材を採用しており、床や屋根、建物の東西面に設ける耐力壁にCLTが使用された。この建物は都市部における耐火建築物であり、柱や梁などの躯体には単板積層材（LVL）の耐火部材「オメガウッド」を使用し、石膏ボードによる耐火被覆が施されている。

## 規格
日本では国内林業推進政策の一環として2010年（平成22年）に「公共建築物等における木材の利用の促進に関する法律」が制定され、その後脱炭素社会実現への一手として木造が注目を浴びる。同法律は2021年（令和3年）に「公共建築物等における木材の利用の促進に関する法律の一部を改正する法律」と変更し、施行された。 
2013年（平成25年）12月20日、農林水産省は、農林物資の規格化及び品質表示の適正化に関する法律（昭和25年法律第175号 通称：JAS法）に基づき、「直交集成板の日本農林規格」を制定した。その後、2016年（平成28年）に改正されている。 

## 建築事例
- 変なホテル 2期棟
- 高知県森林組合連合会事務所
- カバヤホーム倉敷CLT店